# Pablo Adler
Pablo Adler (Salvador, 17 de setembro de 1978) é um influenciador criativo, publicitário e artista gráfico que ficou famoso nas redes sociais por suas intervenções artísticas digitais na cidade de Salvador.

## Biografia
Graduado pela Universidade Católica do Salvador em 2000, o publicitário ganhou destaque na internet com suas intervenções através da plataforma digital Instagram, onde conquistou muitos seguidores por todo Brasil e no mundo. Sua arte é feita a partir de desenhos sobrepostos em fotografias de paisagens, monumentos e pontos turísticos da cidade que são "reinventados" e ganham uma nova roupagem com seu olhar criativo.
O artista despertou a atenção da mídia com suas criações, sendo convidado por alguns programas de TV como o Mosaico Baiano, Bahia Meio Dia (ambos da TV Bahia / Rede Globo), Portal G1 e pelo Que Venha o Povo da TV Aratu (SBT) para conceder entrevista falando sobre o processo de criação e inspiração que movem suas obras.

## Conceito
Veja a vida de forma criativa. Este é conceito criado pelo artista para ilustrar seu olhar diferenciado. Seu objetivo é aguçar a mente e a imaginação das pessoas despertando a atenção delas para a sua cidade e suas peculiaridades, mostrando os detalhes que muitas vezes não enxergamos.